# ناربورو، نورفک
ناربورو (به انگلیسی: Narborough) یک روستا و محله مدنی در بریتانیا است که در Breckland District واقع شده‌است. ناربورو ۱۴٫۰۵ کیلومتر مربع مساحت و ۱٬۰۹۴ نفر جمعیت دارد.